# Mireia Solsona i Garriga
Mireia Solsona i Garriga (Barcelona, 1960) és una política catalana.
Llicenciada en Dret per la Universitat de Barcelona i col·laboradora docent de la Facultat de Dret de la UB, Solsona ha estat la primera alcaldessa que ha tingut Matadepera. Ha estat l'alcaldessa de l'Ajuntament de Matadepera des del juny 2007 fins al juny del 2019. Des de la seva militància política, ha ocupat el càrrec de consellera nacional d'Unió Democràtica de Catalunya (UDC) i membre de les executives d'UDC i de Convergència i Unió (CIU) fins al juny del 2015. També ha estat diputada delegada d'Educació, Igualtat i Ciutadania de la Diputació de Barcelona, i vicepresidenta 1a de la Diputació de Barcelona (2015). Darrerament ha estat membre del Comitè Executiu de Demòcrates de Catalunya i Junts per Catalunya.